# Bernd Kannenberg
Bernd Kannenberg (ur. 20 sierpnia 1942 w Królewcu, zm. 13 stycznia 2021 w Münster) – niemiecki chodziarz reprezentujący Niemcy Zachodnie, złoty medalista igrzysk olimpijskich w 1972 roku w Monachium.

## Życiorys
Bernd Kannenberg urodził się w Królewcu, ówcześnie położonym w Prusach Wschodnich (obecnie miasto leży w Rosji). Pod koniec II wojny światowej uciekł przed Armią Czerwoną z rodzinnego miasta, a następnie wraz ze swoją babcią i kuzynem trafił na używany do transportu uchodźców statek Wilhelm Gustloff, który wkrótce zatonął po storpedowaniu przez radzieckie okręty podwodne. Kannenberg oraz jego kuzyn jako jedni z nielicznych przeżyli katastrofę i niedługo później osiedlili się w Turyngii. W 1955 roku Kannenberg wyjechał do Niemiec Zachodnich.

## Kariera
Na mistrzostwach Europy w 1971 roku w Helsinkach zajął 9. miejsce w chodzie na 20 kilometrów. 27 maja 1972 roku w Bremie ustanowił nieoficjalny rekord świata w chodzie na 50 kilometrów uzyskując czas 3:52:45 (wynik ten został poprawiony dopiero w 1978 przez Meksykanina Raúla Gonzáleza) i tym samym stał się jednym z faworytów do zwycięstwa na igrzyskach olimpijskich w 1972 roku w Monachium.
Nie zawiódł oczekiwań i zdobył złoty medal w chodzie na 50 kilometrów poprawiając rekord olimpijski czasem 3:56:11,6. Startował również na tych igrzyskach w chodzie na 20 kilometrów, ale nie ukończył konkurencji.
Na mistrzostwach Europy w 1974 roku w Rzymie Kannenberg zdobył srebrny medal w chodzie na 20 kilometrów, wyprzedzając Wołodymyra Hołubnycznego z ZSRR, a na dystansie 50 kilometrów zajął 9. miejsce. Chód na 50 kilometrów został wycofany z programu igrzysk olimpijskich w 1976 roku w Montrealu. Kannenberg startował na tych igrzyskach w chodzie na 20 kilometrów, ale go nie ukończył.
Był mistrzem RFN w chodzie na 20 kilometrów w 1972, 1974 i 1975 roku oraz w chodzie na 50 kilometrów w 1972, 1973 i 1975 roku.
W 1972 roku został odznaczony Srebrnym Liściem Laurowym.